# ザ・共通テン!
『ザ・共通テン!』（ザ・きょうつうテン!）は、フジテレビ系列で2024年10月18日から毎週金曜日 21:00 - 21:58（JST）に放送されている日本のバラエティ番組である。初回は、20:00 - 21:58に放送。

## 概要
同じ趣味・嗜好など、ある共通点を持つ4人の女性芸能人にスポットを当て、彼女たちの日常生活に密着する生態調査バラエティ。徹底リサーチの末につかんだ“マネしたくなる最新情報”をベスト10形式で発表する。
2024年5月18日 (土) 14:00 - 15:00（土曜スペシャル枠）にて『女のTHE共通テン』のタイトルで特番を放送。その特番が好評だったため、同年秋の改編で金曜21時台のドラマ枠と火曜21時台のバラエティ枠を交換した上で『ザ・共通テン!』のタイトルでレギュラー放送が始まった。
MCはヒロミとホラン千秋、進行はチョコレートプラネットが勤める。ヒロミがフジテレビ系列のバラエティ番組で司会を務めるのは『アオハル_(青春)_TV』以来5年ぶりである。またホランは直後に放送されている『酒のツマミになる話』でナレーションを務めているため当番組と続けて出演することになる。
フジテレビの金曜21時台がバラエティ番組になるのは2023年秋改編まで放送されていた『ウワサのお客さま』以来である。
放送の現状は『ウワサのお客さま』との隔週2時間SPでの放送となっている。

## 出演者

### MC
- ヒロミ
- ホラン千秋

### 進行
- チョコレートプラネット
  - 長田庄平
  - 松尾駿

### ナレーター
- 松元真一郎

## 放送リスト

### 女のTHE共通テン
| 放送日   | 放送内容                                               | ゲスト                                              | 備考                     |
| -------- | ------------------------------------------------------ | --------------------------------------------------- | ------------------------ |
| 05月18日 | 冷蔵庫パンパン女性芸能人密着! マネしたい買い物ベスト10 | ギャル曽根 バービー（フォーリンラブ） 森香澄 やす子 | 土曜スペシャル枠にて放送 |

### ザ・共通テン!

#### 2024年
| 回 | 放送日   | 放送内容                                                       | ゲスト                                                                                            | 備考                          |
| -- | -------- | -------------------------------------------------------------- | ------------------------------------------------------------------------------------------------- | ----------------------------- |
| 1  | 10月18日 | スーパーはしご女子を密着してわかった! マネしたくなるベスト10   | ギャル曽根 土屋アンナ 丸山桂里奈 山田優                                                           | 初回2時間SP （20:00 - 21:58） |
| 2  | 11月01日 | やす子新居公開! 日本中の名品を食らう& 食費パンパン女子大集合SP | 浅野ゆう子 高橋真麻 高橋ユウ やす子阿部知代 かなで（3時のヒロイン） 北乃きい 誠子（尼神インター） | 3時間SP（19:00 - 21:58）      |
| 3  | 11月29日 | 新商品に弱い女子を密着してわかった! マネしたくなるベスト10     | 佐藤仁美 永野芽郁 奈津子 松丸友紀                                                                 | レギュラー後初の通常放送。    |
| 4  | 12月06日 | チェーン店に行きまくりこだわりまくり女子SP                     | 市川紗椰 ギャル曽根 寺川綾 山田邦子                                                               | 2時間SP（20:00 - 21:58）      |

#### 2025年
| 回 | 放送日   | 放送内容                                                                | ゲスト                                                     | 備考                     |
| -- | -------- | ----------------------------------------------------------------------- | ---------------------------------------------------------- | ------------------------ |
| 5  | 01月17日 | 新境地ヨンア自宅公開& 最新韓国グルメSP★美しすぎるヨンア母登場           | ギャル曽根 熊元プロレス（紅しょうが） Peco ヨンア          | 2時間SP（20:00 - 21:58） |
| 6  | 01月31日 | なぜか老けない!? 君島十和子58歳! 美の秘訣&自宅公開SP                    | アンミカ イ・ボミ 君島十和子 鳥居みゆき                    | 2時間SP（20:00 - 21:58） |
| 7  | 02月21日 | 全員自宅公開! 便利グッズ 調味料 作り置き キッチン周りパンパン女子に密着 | バービー（フォーリンラブ） 野々村友紀子 亜希               | 2時間SP（20:00 - 21:58） |
| 8  | 03月07日 | 66歳久本雅美私生活密着& メイク動画5億回再生ギュテ自宅公開SP             | 久本雅美 朝日奈央 はいだしょうこ GYUTAE                    | 2時間SP（20:00 - 21:58） |
| 9  | 03月28日 | 等身大の広末涼子を今夜解禁! 私生活が謎な人の人生密着SP                  | 尾上右近 ハラミちゃん 広末涼子                             | 2時間SP（21:00 - 22:52） |
| 10 | 04月18日 | ヒロミ坂上韓国絶品グルメ旅& 山田優沖縄凱旋! 旅好き芸能人密着SP          | 坂上忍 鶴田真由 丸山桂里奈 山田優                          | 3時間SP（19:00 - 21:58） |
| 11 | 05月09日 | 動物大好き芸能人SP 寺田心獣医を目指し猛勉強&紗栄子巨大牧場生活          | 大久保佳代子（オアシズ） 紗栄子 寺田心                     | 2時間SP（20:00 - 21:58） |
| 12 | 05月23日 | 新企画ヒロミ初めての○○& 草刈民代シェリー親友だけに激白SP                | 草刈民代 SHELLY 永尾柚乃                                   | 2時間SP（20:00 - 21:58） |
| 13 | 06月13日 | 流行の移住生活徹底調査! 人気静岡&山梨にヒロミホラン森星出動SP           | ギャル曽根 熊谷真実 森星                                   | 2時間SP（20:00 - 21:58） |
| 14 | 06月27日 | 動物に人生救われた芸能人! 激カワ保護猫&犬&マーモット大集合SP            | 野呂佳代 藤あや子                                          | 2時間SP（20:00 - 21:58） |
| 15 | 07月11日 | 食卓で知る家族の絆SP 武蔵川親方妻から腎臓移植&早見優美人娘登場          | 早見優 武蔵川親方&武蔵丸ジョーイ                           | 2時間SP（20:00 - 21:58） |
| 16 | 08月01日 | TV初新婚純烈後上&横山VS野々村&修士! 夫婦喧嘩しない秘訣SP                | 川谷修士（2丁拳銃）&野々村友紀子 後上翔太（純烈）&横山由依 | 2時間SP（20:00 - 21:58） |
| 17 | 08月22日 | 大阪2大名物!NG無し上沼恵美子自宅突撃& ヒロミ初USJ絶叫SP                 | 上沼恵美子 三宅健                                          | 2時間SP（20:00 - 21:58） |

## 番組テーマ
『DA.YO.NE』（EAST END×YURI）

## ネット局と放送時間
レギュラー版
| 放送対象地域   | 放送局                    | 系列                          | 放送曜日・時間     | ネット状況 | 備考   |
| -------------- | ------------------------- | ----------------------------- | ------------------ | ---------- | ------ |
| 関東広域圏     | フジテレビ（CX）          | フジテレビ系列                | 金曜 21:00 - 21:58 | 制作局     | 制作局 |
| 北海道         | 北海道文化放送（uhb）     | フジテレビ系列                | 金曜 21:00 - 21:58 | 同時ネット |        |
| 岩手県         | 岩手めんこいテレビ（mit） | フジテレビ系列                | 金曜 21:00 - 21:58 | 同時ネット |        |
| 宮城県         | 仙台放送（OX）            | フジテレビ系列                | 金曜 21:00 - 21:58 | 同時ネット |        |
| 秋田県         | 秋田テレビ（AKT）         | フジテレビ系列                | 金曜 21:00 - 21:58 | 同時ネット |        |
| 山形県         | さくらんぼテレビ（SAY）   | フジテレビ系列                | 金曜 21:00 - 21:58 | 同時ネット |        |
| 福島県         | 福島テレビ（FTV）         | フジテレビ系列                | 金曜 21:00 - 21:58 | 同時ネット |        |
| 新潟県         | NST新潟総合テレビ（NST）  | フジテレビ系列                | 金曜 21:00 - 21:58 | 同時ネット |        |
| 長野県         | 長野放送（NBS）           | フジテレビ系列                | 金曜 21:00 - 21:58 | 同時ネット |        |
| 静岡県         | テレビ静岡（SUT）         | フジテレビ系列                | 金曜 21:00 - 21:58 | 同時ネット |        |
| 富山県         | 富山テレビ（BBT）         | フジテレビ系列                | 金曜 21:00 - 21:58 | 同時ネット |        |
| 石川県         | 石川テレビ（ITC）         | フジテレビ系列                | 金曜 21:00 - 21:58 | 同時ネット |        |
| 福井県         | 福井テレビ（FTB）         | フジテレビ系列                | 金曜 21:00 - 21:58 | 同時ネット |        |
| 中京広域圏     | 東海テレビ（THK）         | フジテレビ系列                | 金曜 21:00 - 21:58 | 同時ネット |        |
| 近畿広域圏     | 関西テレビ（KTV）         | フジテレビ系列                | 金曜 21:00 - 21:58 | 同時ネット |        |
| 島根県・鳥取県 | 山陰中央テレビ（TSK）     | フジテレビ系列                | 金曜 21:00 - 21:58 | 同時ネット |        |
| 岡山県・香川県 | 岡山放送（OHK）           | フジテレビ系列                | 金曜 21:00 - 21:58 | 同時ネット |        |
| 広島県         | テレビ新広島（TSS）       | フジテレビ系列                | 金曜 21:00 - 21:58 | 同時ネット |        |
| 愛媛県         | テレビ愛媛（EBC）         | フジテレビ系列                | 金曜 21:00 - 21:58 | 同時ネット |        |
| 高知県         | 高知さんさんテレビ（KSS） | フジテレビ系列                | 金曜 21:00 - 21:58 | 同時ネット |        |
| 福岡県         | テレビ西日本（TNC）       | フジテレビ系列                | 金曜 21:00 - 21:58 | 同時ネット |        |
| 佐賀県         | サガテレビ（STS）         | フジテレビ系列                | 金曜 21:00 - 21:58 | 同時ネット |        |
| 長崎県         | テレビ長崎（KTN）         | フジテレビ系列                | 金曜 21:00 - 21:58 | 同時ネット |        |
| 熊本県         | テレビくまもと（TKU）     | フジテレビ系列                | 金曜 21:00 - 21:58 | 同時ネット |        |
| 大分県         | テレビ大分（TOS）         | 日本テレビ系列 フジテレビ系列 | 金曜 21:00 - 21:58 | 同時ネット |        |
| 鹿児島県       | 鹿児島テレビ（KTS）       | フジテレビ系列                | 金曜 21:00 - 21:58 | 同時ネット |        |
| 沖縄県         | 沖縄テレビ（OTV）         | フジテレビ系列                | 金曜 21:00 - 21:58 | 同時ネット |        |
| 青森県         | 青森朝日放送（ABA）       | テレビ朝日系列                | 不定期放送         | 遅れネット |        |

- スペシャル放送時は番組終盤6分がローカルセールス枠になる為、フジテレビ系列各局で編成の都合により大半のネット局は番組終盤6分前で飛び降り、または同時フルネットする場合もある。

## スタッフ

### レギュラー版
- 企画：木月洋介（フジテレビ）
- 構成：桝本壮志、大井達朗
- ナレーション：松元真一郎
- TP：江藤秀一（フジテレビ）
- TM/TD/SW：佐藤博樹【週替り】
- TD/SW：照井純一【週替り】
- CAM/CA：浮州拓実【週替り】
- VE：佐藤史佳
- 音声：大城卓也、安江綾花【週替り】
- CA︰飯野愛奈【週替り】
- 照明：渡辺啓史
- 技術協力：fmt【毎週】、Be ZERO、VIC、BuLLBuLL【週替り】
- 美術プロデューサー：椛田学
- デザイン：永井達也（フジテレビ）
- アートコーディネーター：徳永法子
- 大道具：宮路博貴
- 大道具操作：石田藍
- 電飾：桑島亮太
- アクリル装飾：池澤明徳
- メイク：山田かつら
- イラスト：中村千春
- 美術協力：フジアール
- 協力：JAPAN MEDIA CREATE、東京オフラインセンター、ヌーベルアージュ、TOCオフラインセンター【週替り】
- 編集：水元綾子、内村智也【週替り】
- MA：山岸慎一郎、関川一貴、大江拓也、村上敏之【週替り】
- 音響効果：舛谷佑樹
- リサーチ：クラフトラボ
- 広報：湯浅正美（フジテレビ）
- 営業：小宮山将（フジテレビ）
- 制作進行：川野辺沙那、古庄優香（フジテレビ）
- TK：水越理恵
- デスク：弦牧和子
- AD︰高(髙)橋雅【毎週】、小松加奈、藤村暖、町田瑞岬、鈴木双葉、神谷倭士、川満恵、高塚雅也、堀江一真、壱岐大吾、戸澤俊、渡辺花苗、川ノ上詩奈、鈴木安悠花、市川就人、金城利奈、齋藤真咲、土屋凛佳、堺啓太、佐野梓紗、小平紗矢香、櫻井雄大、清水幹太、藤口和也、近藤春音（市川→以前は毎週→一時離脱、堺→一時離脱→復帰）【週替り】
- FD/ディレクター：齋藤直人、佐藤努【週替り】
- ディレクター：坂本圭亮、西村郁哉、内田誠司、趙成京、渡辺学、湯浅貴仁、牧田亜矢子、雨宮智史、二村啓太、梅津聡真、田邊諒、柄本昌太、五味渕千明、工藤快生、藤尾圭祐、砂川隼樹、矢吹竜也、中山暢浩、小崎育海、ソネタマエ、田場亮耶、今井希【週替り】
- 演出：伊藤高史、遠山広（てっぱん）、久保田奈津子、雨宮佑介、内田雅行【週替り】
- 総合演出：山越由貴
- プロデューサー：川俣和也（てっぱん）、田岸宏一（クロスエイト）、松島美由紀（Boom up）、貝瀬芳和（てっぱん）、山科智稔（スーパーディレクターズプロジェクトTV）【毎週】、征録未来・入江若菜（てっぱん）、廣瀬詩歩、秋山務、貞本有紀（ザ・スピングラス）、松井志穂、吉川美由紀、阿部友紀【週替り】、和田健（フジテレビ）【毎週】
- チーフプロデューサー：松本祐紀（フジテレビ）
- 制作協力：てっぱん
- 制作：フジテレビスタジオ戦略本部第3スタジオ（以前は編成総局バラエティ制作局バラエティ制作センター）
- 制作著作：フジテレビ

### 過去のスタッフ
- 音響効果：松田創
- 広報：飯泉英一郎（フジテレビ）
- 営業：鈴木慶（フジテレビ）
- プロデューサー：石川隼（フジテレビ）

### パイロット版
- 企画：木月洋介（フジテレビ）
- 構成：桜井慎一、桝本壮志
- ナレーション：松元真一郎
- CAM：石川泰之、松家優弥、栗本拳
- CA：石川瑞稀、吉岡柊
- AUD：染谷一輝
- LD：渡辺啓史
- 美術プロデューサー：椛田学
- デザイン：永井達也（フジテレビ）
- アートコーディネーター：徳永法子、鳥山かのこ
- メイク：山田かつら
- 編集：水元綾子
- MA：山岸慎一郎
- 音響効果：松長芳樹
- 技術協力：DEEP、JAPAN MEDIA CREATE、factory、東京オフラインセンター
- リサーチ：クラフトラボ
- 広報：小山雅浩（フジテレビ）
- 制作進行：秋山務
- FD：遠山辰之真
- TK：水越理恵
- ディレクター：内田誠司、齋藤直人、趙成京、工藤快生、松尾俊哉
- 演出：山越由貴
- プロデューサー：川俣和也（てっぱん）、田岸宏一（クロスエイト）、入江若菜（てっぱん）／征録未来（てっぱん）
- 制作協力：てっぱん
- 制作著作：フジテレビ